# Власов, Валентин Степанович
Валентин Степанович Власов (20 августа 1946, Архангельск, РСФСР, СССР — 5 июля 2020, Москва, Россия) — советский и российский государственный и политический деятель, дипломат. Чрезвычайный и полномочный посол Российской Федерации на Мальте с 5 августа 2002 по 27 февраля 2006. Чрезвычайный и полномочный посол Российской Федерации в Кыргызстане с 6 декабря 2006 по 30 июля 2012.

## Биография
Родился 20 августа 1946 в Архангельске. Детство провёл там же.
Трудовую деятельность начал в 1963 году токарем завода «Красная кузница». Затем служил в рядах Советской армии. После демобилизации работал токарем в Мурманском морском пароходстве, мастером производственного обучения Архангельского областного штаба гражданской обороны, а впоследствии — руководителем НВП Архангельского торгового профучилища.
С 1974 года занимал пост секретаря комитета ВЛКСМ, с 1976 года — секретаря партбюро Архангельского ПШО. В 1978 году заочно окончил Архангельский государственный пединститут имени М. В. Ломоносова. В 1979 году Власов был назначен завотделом Октябрьского райкома КПСС Архангельска. В 1980—1983 годах занимал должность заместителя председателя исполнительного комитета Октябрьского райсовета народных депутатов. В 1985 году Власов был направлен на работу в Узбекскую ССР, в 1985—1986 годах был вторым секретарём Маргиланского горкома КПСС, в 1986—1988 годах — первый секретарём Кувасайского горкома, в 1988—1990 годах — инструктором отдела ЦК Коммунистической партии Узбекской ССР и заведующим государственно-партийным отделом Ферганского обкома.
В 1990 году вернулся в Архангельск. До 1996 года работал в родном городе, пройдя путь до мэра Архангельска и главы администрации Архангельской области. В 1994 году окончил Всероссийский заочный финансово-экономический институт.
В 1996 году Власов был назначен первым заместителем полномочного представителя Правительства Российской Федерации в Чеченской республике Ивана Рыбкина, а в 1997 году — полномочным представителем.
В 1997 году окончил Российскую академию государственной службы при президенте Российской Федерации по специальности «юриспруденция».
1 мая 1998 года Власов был захвачен группой чеченских боевиков на трассе Ростов—Баку, в районе станицы Ассиновская, предположительно, бандой Бауди Бакуева. Спустя полгода, 13 ноября 1998 года, после длительных переговоров и выплаты 7 миллионов долларов выкупа Власов был освобождён. Многие сочли похищение Власова ударом по позициям президента Чечни Аслана Масхадова.
- С 24 июля 1999 по 14 сентября 1999 года — и. о. главы республики Карачаево-Черкесия[8][9].
- С 15 марта 1999 по 10 ноября 2002 года — член Центральной избирательной комиссии Российской Федерации, а с 24 марта 1999 года — заместитель председателя Центральной избирательной комиссии Российской Федерации[10].
- С 5 августа 2002 по 27 февраля 2006 года — чрезвычайный и полномочный посол Российской Федерации в Республике Мальта[11][12].
- С 6 декабря 2006 по 30 июля 2012 года — чрезвычайный и полномочный посол Российской Федерации в Кыргызстане[13][14].

Скончался после продолжительной болезни на 74-м году жизни 5 июля 2020 года в Москве. Похоронен на Троекуровском кладбище в Москве.

## Дипломатический ранг
- Чрезвычайный и полномочный посол (28 декабря 2004)[15]

## Классный чин
- Государственный советник Российской Федерации 3 класса (16 декабря 1997)[16]

## Награды
- Почётная грамота Правительства Российской Федерации (1 августа 2001) — зазаслуги в области обеспечения законности, прав и свобод граждан, большой личный вклад в развитие избирательной системы Российской Федерации[17]
- Почётная грамота Президента Российской Федерации (7 июля 2009) — за заслуги в реализации внешнеполитического курса Российской Федерации[18]
- Орден «Данакер» (29 августа 2011, Кыргызстан) — за большой вклад в укрепление сотрудничества между народами, в развитии науки, образования и культуры, в честь 20-летия независимости Кыргызской Республики[19]
- Орден «За заслуги перед Отечеством» II степени (30 ноября 1998) — за заслуги в укреплении российской государственности, мужество и отвагу, проявленные при выполнении служебного долга[20]
- Золотая медаль «За духовное единение» (1999) — высшая награда мусульманского сообщества России
- Орден «Золотой Сокол» (2002) — за мужество и верность долгу, высокие гражданские качества и благородство, проявленные при решении ответственных государственных задач
- Орден Святого Благоверного князя Даниила Московского 3-й степени (РПЦ, 2011)
- Медаль «Российско-Киргизская Дружба» (Кыргызстан, 2011)
- Орден Почёта (30 июня 2012) — за большой вклад в реализацию внешнеполитического курса Российской Федерации и многолетнюю добросовестную работу[21]

## Семья
Был женат, имел двух дочерей.